# Sivanesaniella
Sivanesaniella prunicola — вид грибів, що належить до монотипового роду Sivanesaniella.